# Sumpf-Teichfaden
Der Sumpf-Teichfaden (Zannichellia palustris) ist eine Pflanzenart aus der Gattung Teichfaden (Zannichellia) innerhalb der Familie der Laichkrautgewächse (Potamogetonaceae). Sie ist eine untergetaucht lebende (submerse) Wasserpflanze.

## Beschreibung

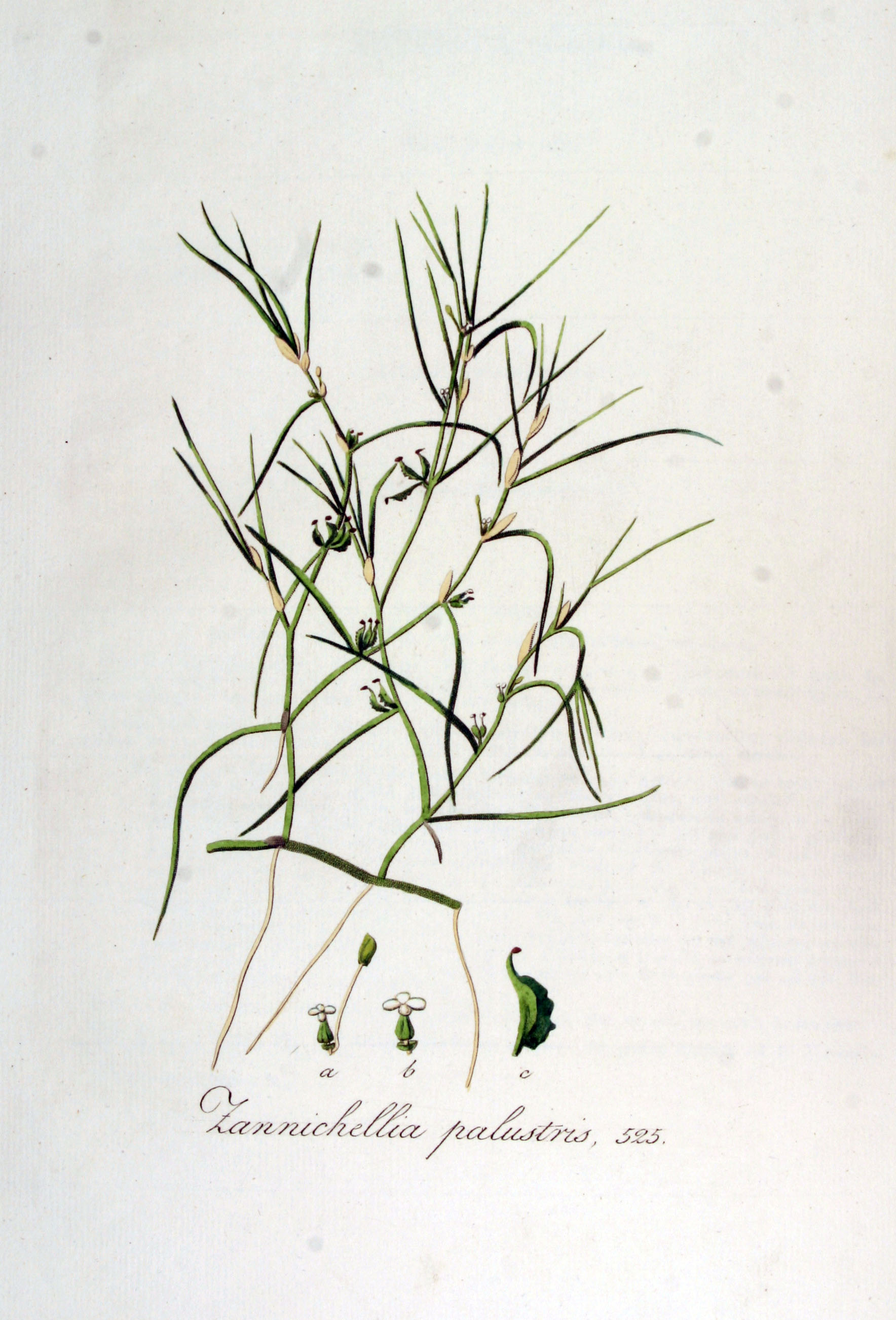
Illustration aus Flora Batava, Volume 7

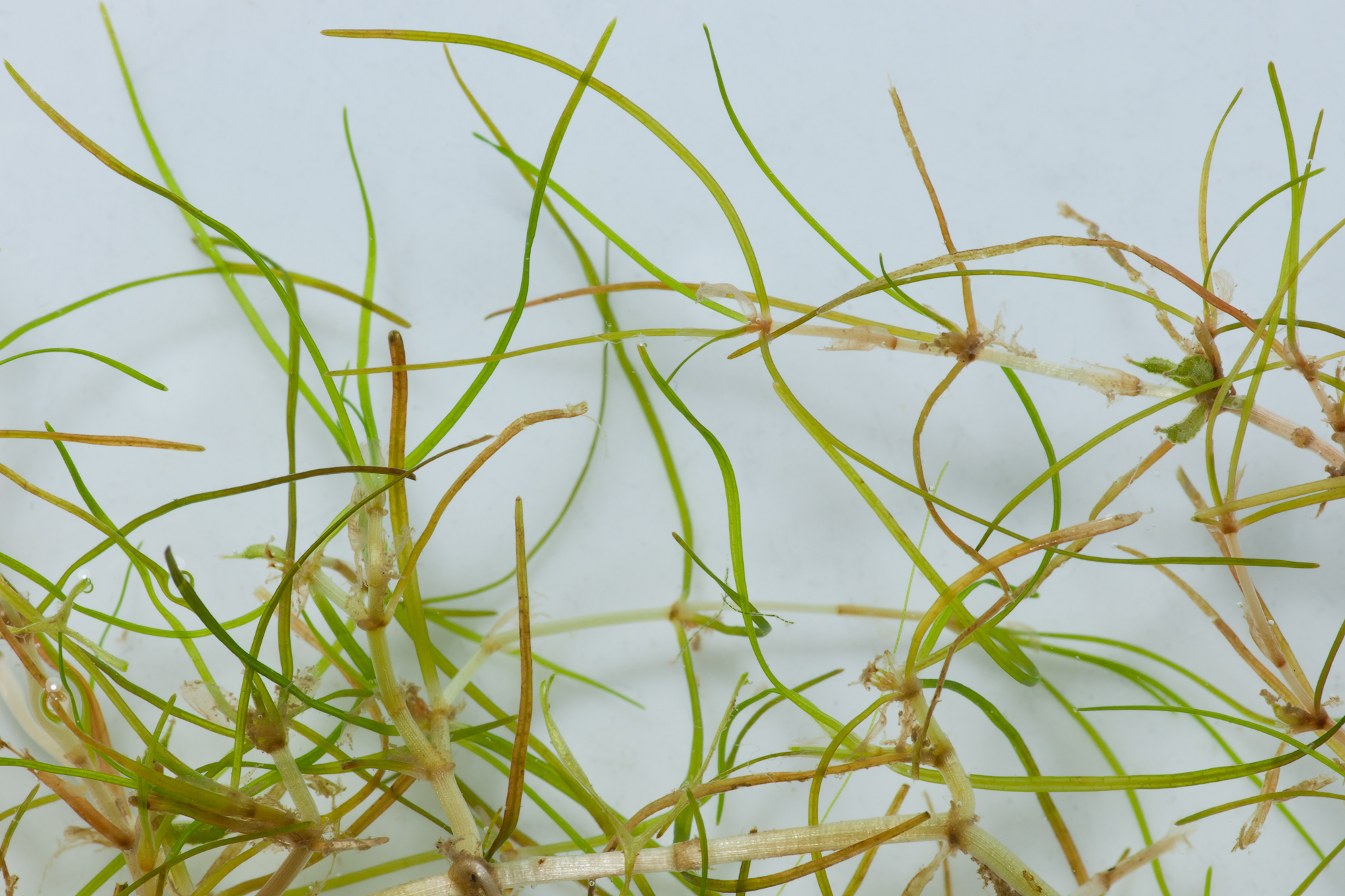
Nahaufnahme der Blätter

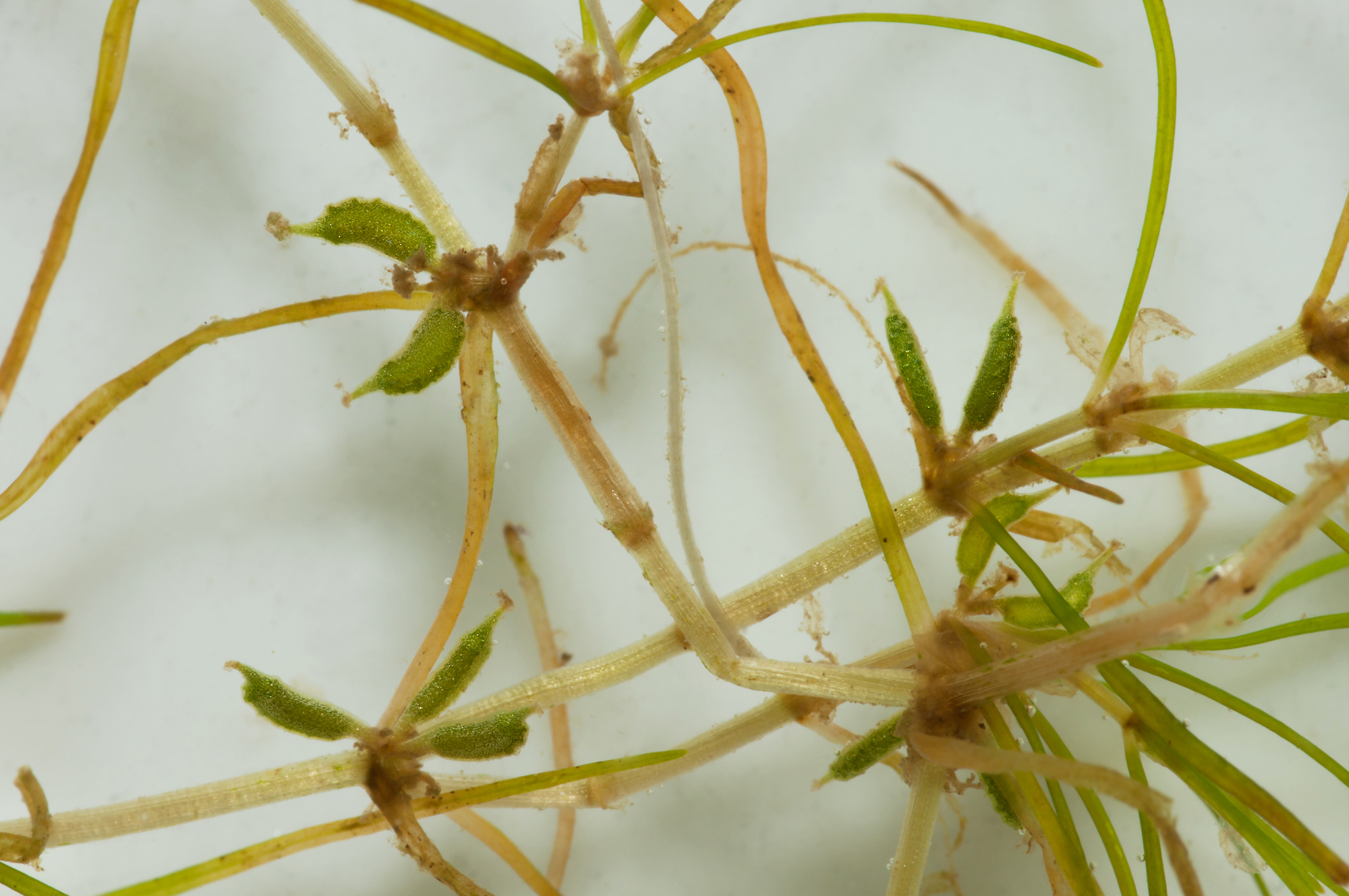
Nahaufnahme der geschnäbelten Früchte

### Vegetative Merkmale
Der Sumpf-Teichfaden wächst als ausdauernde krautige Pflanze. Er kann sich auch vegetativ durch Ausläuferbildung oder durch Fragmentation vermehren. Einzelne abgetrennte Abschnitte sind also zum Teil eigenständig überlebensfähig. Sein Stängel wird bis zu 50 cm lang und ist stark verzweigt, wurzelt an den Knoten, im oberen Teil ist dieser flutend.
Die linealischen Laubblätter besitzen am Grund eine offene Nebenblattscheide (Axillarstipel), die häufig auch als Ochrea bezeichnet wird. Die fadenförmigen Blätter werden nie breiter als 0,5 mm und befinden sich zweizeilig oder fast gegenständig am Stängel.

### Generative Merkmale
Die Blütezeit reicht von Mai bis September. Der Sumpf-Teichfaden ist einhäusig getrenntgeschlechtig (monözisch), er bildet also an einem Pflanzenexemplar sowohl rein männliche als auch rein weibliche Blüten. Die sehr kleinen Einzelblüten befinden sich stets unter Wasser. Die männlichen Blüten stehen einzeln und weisen keine Hülle auf; sie enthalten ein oder zwei verwachsene Staubblätter mit sitzenden Staubbeuteln. Die weiblichen Blüten besitzen ein becherförmiges, glasartiges Perigon, das meist freie Fruchtknoten und schildförmige Narben aufweist. Der Griffel ist etwa 0,5 mm lang.
Die sitzenden oder kurz gestielten Steinfrüchte befinden sich oft zu zweit oder zu fünft zusammen. Sie sind einsamig, etwa einen Millimeter groß, durch einen Fortsatz geschnäbelt und sichelförmig.

## Ökologie
Der Sumpf-Teichfaden ist eine einjährige, sommerannuelle, wurzende, untergetauchte Wasserpflanze. Vegetative Vermehrung erfolgt durch die an den Knoten wurzelnden Stängel bzw. durch das auf dem Boden kriechende Rhizom.
Die Blüten befinden sich stets unter Wasser. Es erfolgt Unterwasserbestäubung. Die Faserschicht der Pollensackwand ist degeneriert. Der kugelige Pollen keimt meist in den Staubbeuteln zu kurzen Fäden und „flutet“ durch die trichterförmige Narbe weiblicher Blüten, die meist vier Stempel in häutiger Hülle umschließen.
Es erfolgt sowohl eine Wasserbestäubung der Blüten als auch eine Wasserausbreitung der Steinfrüchte; sie werden als Schwimm- oder Klettfrüchte ausgebreitet. Fruchtreife ist von Juli bis Oktober.

## Vorkommen
Der Sumpf-Teichfaden ist in den gemäßigten und subtropischen Gebieten der Nord- und der Südhalbkugel verbreitet.
Er wächst in meso- bis eutrophen stehenden oder fließenden Gewässern wie Seen, Teichen, Flüssen, Bächen oder Gräben. Er ist etwas salztolerant und kommt daher auch an der Nord- und Ostseeküste vor. Diese Pflanzenart kann einen gewissen Verschmutzungsgrad ertragen. Sie gedeiht in einer Wassertiefe zwischen 50 und 250 Zentimetern.
In den südlichen Bundesländern Deutschlands ist der Sumpf-Teichfaden selten zu finden. In einigen Bundesländern steht er sogar auf der Roten Liste der Gefäßpflanzen. Der Sumpf-Teichfaden ist die Kennart der Pflanzenassoziation Zannichellietum palustris, besitzt aber auch Vorkommen in der Assoziation Najadetum intermediae und Gesellschaften des Verbandes Ranunculion fluitantis.

## Systematik
Die Erstveröffentlichung von Zannichellia palustris erfolgte durch Carl von Linné. Mit der Gattung Zannichellia wurde Gian Girolamo Zannichelli (1661–1729) geehrt, ein italienischer Apotheker und Naturwissenschaftler in Venedig.
Es werden etwa drei Unterarten unterschieden, die sich jedoch sowohl in den Standortbedingungen als auch vegetativ z. T. sehr schwer auseinanderhalten lassen:
- Zannichellia palustris subsp. major (Hartm.) Ooststr. & Reichg. (Syn.: Zannichellia major Boenn. ex Rchb., Zannichellia palustris var. major Hartm.): Sie kommt von Europa bis Zentralasien vor.[2]
- Zannichellia palustris subsp. palustris (Syn.: Zannichellia palustris subsp. polycarpa (Nolte) K.Richt. Nach Floraweb ist dieser Name allerdings ein Synonym für Zannichellia palustris subsp. major): Die Chromosomenzahl beträgt 2n = 24, 32 oder 34.[3] Sie ist in den gemäßigten und subtropischen Zonen weitverbreitet.[2]
- Zannichellia palustris subsp. pedicellata (Wahlenb. & Ros.) Arcang.: Die Chromosomenzahl beträgt 2n = 24 oder 36.[3] Sie kommt in den gemäßigten Zonen Eurasiens und in Nordafrika vor.[2] Sie ist eine Charakterart des Zannichellietum pedicellatae aus dem Verband Potamogetonion.[3]